# Giuliana Campiglia
Giuliana Campiglia (Torino, 16 settembre 1958) è un'ex sciatrice alpina italiana.

## Biografia
Specialista delle prove veloci nata a Torino, tra gli anni 1970 e gli anni 1980 fu membro della Nazionale italiana femminile di sci alpino soprannominata Valanga rosa; ai Campionati italiani vinse cinque medaglie, tra le quali quella d'oro nella discesa libera nel 1978, ma dopo un mese da tale vittoria, a 19 anni, si infortunò gravemente in una gara di Coppa Europa a Piancavallo (nel circuito continentale in quella stagione 1977-1978 aveva conquistato due podi: 2ª in slalom speciale a Cerreto Laghi, 3ª in discesa libera a Flaine). Non prese parte a rassegne olimpiche né ottenne piazzamenti in Coppa del Mondo o ai Campionati mondiali; terminata l'attività agonistica si laureò in architettura al Politecnico di Torino e lavorò come maestra di sci, allenatore federale e, per una decina di anni, istruttore nazionale.

## Palmarès

### Universiadi
- 2 medaglie:
- 1 argento (supergigante a Špindlerův Mlýn 1978)
- 1 bronzo (discesa libera a Špindlerův Mlýn 1978)[senza fonte]

### Coppa Europa
- 2 podi:
  -  1 secondo posto
  -  1 terzo posto[senza fonte]

### Campionati italiani
- 5 medaglie[4]:
  - 1 oro (discesa libera nel 1978)
  - 1 argento (combinata nel 1978)
  - 3 bronzi (discesa libera, combinata nel 1976; discesa libera nel 1977)